# Bardapur, Aurad
Bardapur là một làng thuộc tehsil Aurad, huyện Bidar, bang Karnataka, Ấn Độ.